# 김동우 (야구 선수)
김동우(1995년 10월 1일 ~ )는 전 KBO 리그 성남 맥파이스의 투수이다.

## 롯데 자이언츠시절
2018년에 입단하였다. 2021년 9월 26일 키움 히어로즈와의 경기에 구원 등판하며 데뷔 첫 경기를 치렀고, 경기에서 1이닝 무실점을 기록했다. 2023년 10월에 방출됐다.